# Francisco Kröpfl
Francisco Kröpfl (Timişoara, Reino de Rumania, 26 de febrer, 1931 - Buenos Aires, Argentina, 15 de desembre de 2021), va ser un compositor i docent argentí d'origen romanès.

## Biografia
Va néixer el 1931 a Timişoara, Romania, al si d'una família de suaus del Banato. A l'any següent, va emigrar al costat de la seva família cap a Argentina i es va nacionalitzar argentí.
Va ser alumne de Juan Carlos Paz. A la dècada de 1950 va ser un dels pioners dels mitjans electroacústics al continent llatinoamericà. Amb la col·laboració tècnica de Fausto Maranca, va fundar el 1958 l'Estudi de Fonologia Musical de la Universitat de Buenos Aires, el primer estudi institucional de música electrònica d'Amèrica Llatina.
Després va ser director del Laboratori de Música Electrònica del Centre Llatinoamericà d'Alts Estudis Musicals (CLAEM) de l'Institut Torcuato Di Tella entre 1967 i 1971, i més tard Cap del Departament de Música Contemporània del Centre de Recerca en Comunicació Masiva, Art i Tecnologia (CICMAT), entre 1972 i 1972 So i Imatge del Centre Cultural Ciutat de Buenos Aires, el que inclou un dels principals laboratoris de música electroacústica de la regió, el Laboratori de Recerca i Producció Musical (LIPM).
El 1977/78 va rebre la beca Guggenheim, visitant el "Columbia-Princeton Electronic Music Center" de Nova York, on va compondre les obres "Nocturn" i "Scherzo". El 1989 va obtenir el premi "Magistere" al concurs Internacional de Música Electroacústica de l'IMEB, Bourges, amb la seva peça "Orillas". Al seu país va rebre els premis Municipal i Nacional de composició.
El catàleg d'obres de Kröpfl inclou música de cambra, orquestral, electroacústica i mixta. Entre les seves obres electroacústiques pioneres destaquen "Exercici de textures" i "Exercici amb Impulsos", tots dos per a sons electrònics, compostos el 1959 a l'Estudi de Fonologia Musical; "Música per a 3 percussionistes i sons electrònics" (1963), "Diàlegs I" (1964-1965), "Diàlegs II" (1964), "Diàlegs III" i "Mutació I" (1968), totes elles per a cinta, "Música per a l'audiovisual (1970), totes dues per a sintetitzador. Entre les seves obres al camp instrumental: "Música 1958", "Música 1966", "Adagio in memoriam", "Improvisacions per a flauta", "A duo", "Trio 02", "Divergències" i el divertiment escènic "La tercera és la vençuda".
Un dels més importants professors de composició d'Argentina, del 1988 al 1997 va ser professor titular de la càtedra "Morfologia Musical" de la Facultat de Filosofia i Lletres de la Universitat de Buenos Aires.
Francisco Kröpfl va ser a més President de la Federació Argentina de Música Electroacústica (FARME), membre del Directori de la Confederació Internacional de Música Electroacústica (CIME), i Director Musical de l'Agrupació Nova Música. Va integrar a més l'Acadèmia Internacional de l'Institut International de Musique Electroacoustique de Bourges, França.
Kröpfl és considerat un dels més grans compositors argentins. Va obtenir el Premi Konex Diploma al Mèrit el 2009 i el premi a la trajectòria atorgat per l'Acadèmia Nacional de Belles Arts el 2012.
Entre els seus molts alumnes van estar Jorge Horst, Jorge Antunes, Susana Antón, Oscar Edelstein i Marta Varela.